# 碓氷軽井沢インターチェンジ
碓氷軽井沢インターチェンジ（うすいかるいざわインターチェンジ）は、群馬県安中市にある上信越自動車道のインターチェンジ（IC）。群馬県と長野県（北佐久郡軽井沢町）との県境付近に設置されており、観光地・別荘地である軽井沢高原地域へのアクセスに利用される。
群馬・長野県境付近の上信越自動車道（佐久IC-松井田妙義IC間）はトンネルが連続しており、このICもトンネルの狭間に位置する。また上り（関越道方面）の当ICから横川SAまでの区間は下り勾配と急カーブも連続している。また、土日、祝日には首都圏から軽井沢町や長野各地へ向かう行楽客で同IC出口や佐久IC－松井田妙義IC間で、午前中に下り(長野市方面)が、夕方から上り(関越道方面)が渋滞しやすい。

## 道路
- E18 上信越自動車道（6番）

## 接続する道路
- 群馬県道・長野県道92号松井田軽井沢線

いわゆる観光地としての軽井沢地区からはやや離れている。アクセス路である群馬県道・長野県道92号松井田軽井沢線は整備されているものの、ややきつめの峠道になっている。

## 料金所
- ブース数：6

### 入口
- ブース数：2
  - ETC専用：1
  - ETC・一般：1

### 出口
- ブース数：4
  - ETC専用：2
  - 一般：2

## 周辺
- 国道18号（軽井沢バイパス）
- 和美峠
- 軽井沢駅
- 軽井沢・プリンスショッピングプラザ
- 軽井沢町市街地
- 軽井沢プリンスホテル

## 隣
E18 上信越自動車道
(5)松井田妙義IC - 横川SA - (6)碓氷軽井沢IC - 八風山TN - (6-1)佐久平PA/SIC - (7)佐久IC